# Огневка (приток Суры)
Огневка — река в России, протекает в Воротынском районе Нижегородской области. Устье реки находится в 1,6 км по левому берегу реки Сура. Длина реки составляет 22 км, площадь бассейна — 77,7 км².
Исток реки у посёлка Красные Языки в 7 км к югу от Воротынца. Река течёт на северо-восток, протекает село Огнёв-Майдан, посёлки Красный Восток и Юрты. В среднем течении русло реки зарегулировано и соединено каналом с Чугункой. Впадает в Суру напротив Васильсурска.

## Данные водного реестра
По данным государственного водного реестра России относится к Верхневолжскому бассейновому округу, водохозяйственный участок реки — Сура от устья реки Алатырь и до устья, речной подбассейн реки — Сура. Речной бассейн реки — (Верхняя) Волга до Куйбышевского водохранилища (без бассейна Оки).
Код объекта в государственном водном реестре — 08010500412110000040445.